# أنروكينزوماب
أنروكينزوماب (IMA-638 سابقاً) هو جسم مضاد وحيد النسيلة مصمم لعلاج الربو. طورته شركة وايث.